# Verneuil-Petit
Verneuil-Petit è un comune francese di 137 abitanti situato nel dipartimento della Mosa nella regione del Grand Est.

## Società

### Evoluzione demografica
Abitanti censiti